# Veiholmen
Veiholmen  est une petite île de la commune de Smøla, du comté de Møre og Romsdal, dans la mer de Norvège.

## Description
L'île de 0,25 km2 est un village de pêcheurs situé sur un groupe de petites îles dans la partie nord de la municipalité de Smøla. L'île est située au bout d'une longue route de sept kilomètres  menant au nord du village de Hopen. La route traverse de nombreuses îles reliant Veiholmen à l'île de Smøla au sud. 
Pendant un certain temps, Veiholmen a été l'un des plus grands villages de pêcheurs de Norvège (situé au sud des Îles Lofoten), mais il a considérablement décliné tout au long du XXe siècle. Aujourd'hui, Veiholmen est un endroit très populaire pour les touristes au printemps, en été et en automne. La population passe d'environ 200 personnes en hiver à plus de 2.000 personnes pendant la haute saison estivale. L'île possède plusieurs attractions touristiques comme le phare d'Haugjegla, (situé à environ un kilomètre au nord de Veiholmen sur un petit récif) ; l'ancien village de pêcheurs lui-même ; plusieurs musées et de très bonnes possibilités de pêche.

## Galerie

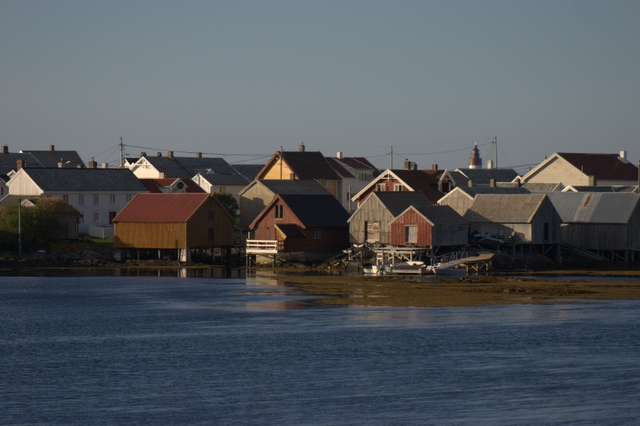
Village la nuit
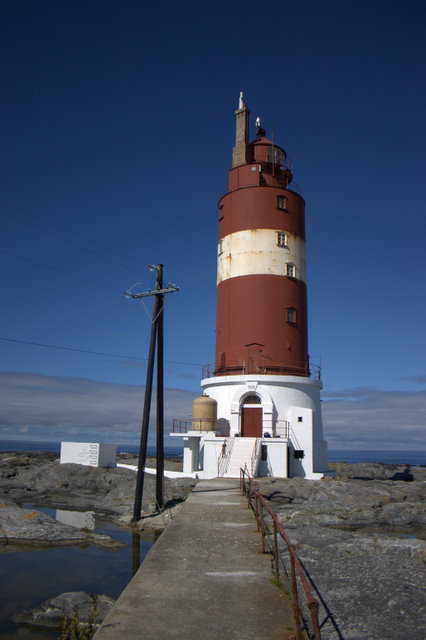
Phare d'Haugjegla
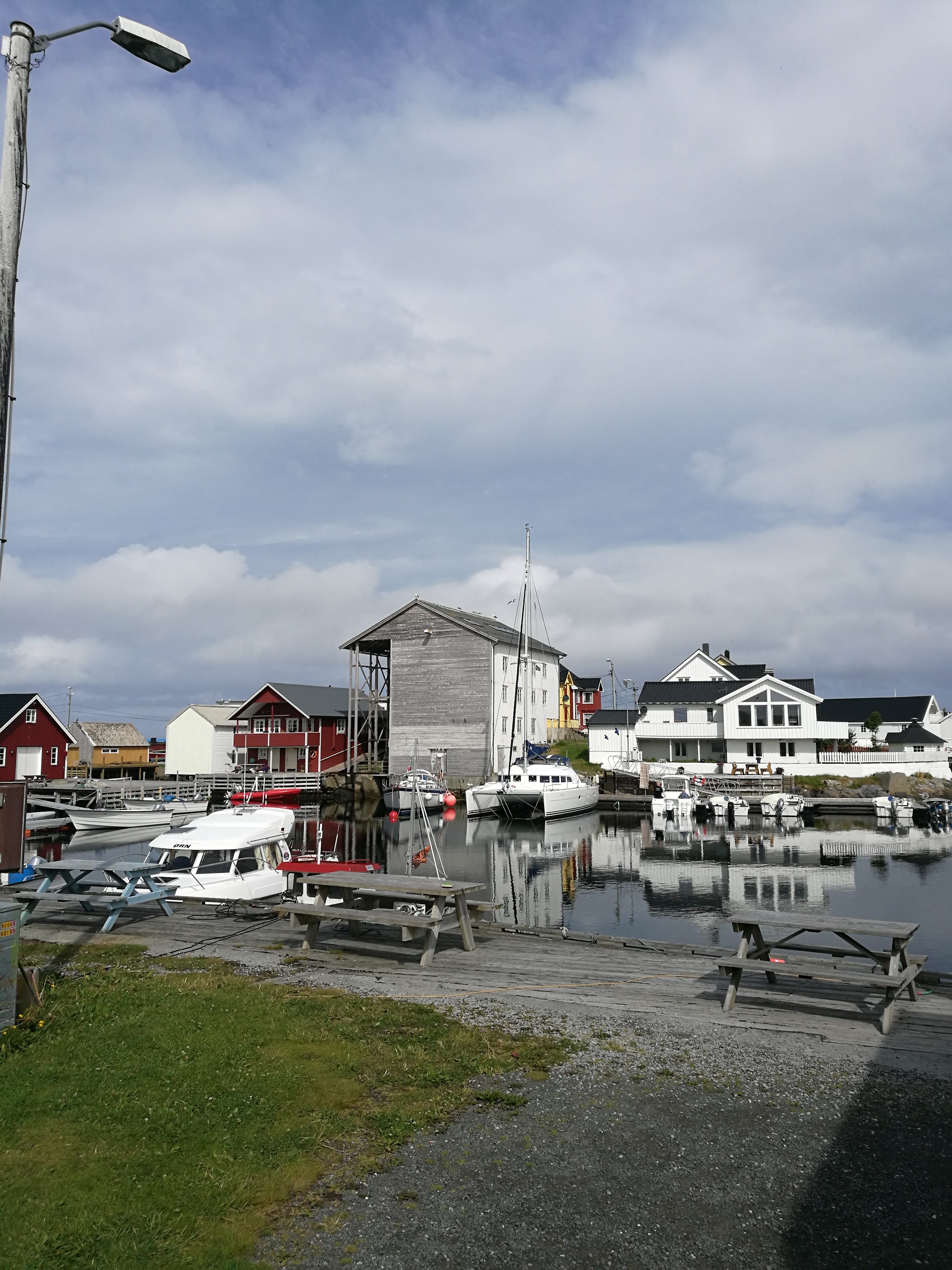
Le port